# Frosch (Orgelbauer)
Frosch ist der Name einer Orgelbauerfamilie in München.

## Stammliste
Zur Familie gehörten
- Franz Joseph Frosch (1756–1829), der die Orgelbauerdynastie in München begründete,
  - sein Sohn Joseph (1785–1849), der auch als Franz Frosch & Sohn firmierte,
    - dessen Sohn Joseph Philipp (ca. 1804–1869). Joseph Frosch war mit Creszentia Allram verheiratet, einer Tochter des Bierbrauers Mathias Allram aus Isen. Sie starb am 4. Mai 1857 im Alter von 42 Jahren.
      - und die Urenkel Ludwig (1835–1896)
      - und Franz Xaver (1838–1909), die sich von 1869 bis 1878 Gebrüder Frosch nannten und in Lehel, in der Kanalstraße 19 ihre Werkstätte hatten.

  - Franz Josephs Neffe Karl Frosch (* 19. April 1794 in Mutterstadt;  † 28. Oktober 1845 in München) war ebenso Orgelbauer. Nach seinem Tode übernahm Franz Zimmermann (* 15. Mai 1821 in Wertingen;  † 6. April 1861 in München) dessen Konzession und Werkstätte in der Bayerstraße 17.

## Werke
Die Tabellen führen nur einige nachgewiesene Neubauten und Renovierungen auf.

### Franz Joseph Frosch
| Jahr | Ort        | Gebäude         | Bild | Manuale | Register | Bemerkungen          |
| ---- | ---------- | --------------- | ---- | ------- | -------- | -------------------- |
| 1801 | München    | vorm. Hofkirche |      | II/P    | 28       |                      |
| 1815 | St. Gallen | Stiftskirche    |      | III/P   | 60       | nur Gehäuse erhalten |
| 1818 | München    | Bürgersaal      |      |         |          |                      |
| 1820 | München    | Frauenkirche    |      | II/P    | 30       |                      |

### Joseph Philipp Frosch
| Jahr | Ort        | Gebäude    | Bild | Manuale | Register | Bemerkungen |
| ---- | ---------- | ---------- | ---- | ------- | -------- | --- |
| 1854 | Burghausen | St. Jakob  |      | II/P    | 20       | Am Mittwoch, den 10. September 1856, spielte Anton Bruckner auf der fast neuen Orgel der Jakobskirche. Bruckner war als Leiter der Liedertafel Frohsinn per Schiff von Salzburg nach Linz unterwegs, das zu Mittag in Burghausen gelandet war. |
| 1863 | München    | Glaspalast |      |         |          | |
| 1865 | München    | Odeon      |      | II/P    | 18       | Das Gehäuse entwarf der Baubeamte Beyschlag. Die Orgel wurde 1886 verändert und in die Pfarrkirche St. Martin zu Halsbach (Lkr. Altötting) übertragen. In das leere Gehäuse baute Franz Borgias Maerz ein neues Instrument ein.                |

### Gebrüder Frosch
| Jahr | Ort             | Gebäude           | Bild | Manuale | Register | Bemerkungen                                                           |
| ---- | --------------- | ----------------- | ---- | ------- | -------- | --------------------------------------------------------------------- |
| 1866 | Großdingharting | St. Laurentius    |      | I/P     | 9        | original erhalten.                                                    |
| 1871 | Partenkirchen   | Maria Himmelfahrt |      | II/P    | 18       | 1927 ausgebaut → Orgel                                                |
| 1872 | Unterhaching    | St. Korbinian     |      | I/P     | 10       | 1973 ersetzt durch einen Neubau der Firma Sandtner                    |
| 1874 | Unsernherrn     | St. Salvator      |      | I/P     | 10       | nicht erhalten; Nachfolgeinstrument 1912 Joseph Franz Bittner → Orgel |

### Karl Frosch
| Jahr | Ort     | Gebäude                          | Bild | Manuale | Register | Bemerkungen                                                                  |
| ---- | ------- | -------------------------------- | ---- | ------- | -------- | ---------------------------------------------------------------------------- |
| 1831 | München | Heiliggeistkirche (Spitalkirche) |      | I/P     | 10       | 1886 durch einen Neubau ersetzt                                              |
| 1833 | München | Theatinerkirche                  |      | II/P    | 16       | weitgreifender Umbau und Erweiterung, Nachfolgeorgel von Franz Borgias Maerz |
| 1837 | München | Allerheiligen-Hofkirche          |      | II/P    | 28       |                                                                              |
| 1840 | Speyer  | Dom                              |      | III/P   | 30       |                                                                              |